# 合崎堅二
合崎 堅二（あいざき けんじ、1921年2月7日 - 1998年）は日本の会計学者。

## 経歴
- 東京府豊多摩郡大久保町（現・東京都新宿区）出身[1]
- 1941年3月 横浜高等商業学校（現横浜国立大学）卒業[3]
- 1943年9月 中央大学商学部卒業[1]
- 1947年5月 明治学院専門学校（現・明治学院大学）専任講師[1]
- 1948年4月 明治学院専門学校教授[1]
- 1950年4月 中央大学経済学部助教授[1]
- 1957年9月～1958年6月 ロンドン大学留学[1]
- 1959年4月 中央大学経済学部教授[1]
- 1962年3月 中央大学商学博士[4]
- 1977年7月～1986年3月 横浜国立大学経営学部「生態会計」を担当（1979年～1981年 経営学部長）
- 1986年4月～1991年3月 國學院大学経済学部教授[1]
- 1993年 関東学園大学経済学部教授

## 著書
- 『社会科学としての会計学』（1966年、中央大学出版部）
- 『企業会計と社会会計』（1971年、共著、森山書店）
- 『経済会計』（1986年6、中央経済社）
- 『自由企業制度と会計』（1983年、中央経済社）
- 『現代社会と会計』（1994年、共著、中央経済社）

など。